# Wendelin Lampert
Wendelin Lampert (* 21. April 1970 in Triesenberg) ist liechtensteinischer Politiker und war von 2001 bis 2025 Abgeordneter im liechtensteinischen Landtag.

## Biografie
Lampert ist Diplom-Ingenieur für Heizung, Lüftung, Klimatechnik (Dipl.-Ing. HTL/HLK) und arbeitet als Leiter des öffentlichen Auftragswesens bei der Landesverwaltung.
Lampert wurde 2001 erstmals für die Fortschrittliche Bürgerpartei (FBP) in den Landtag des Fürstentums Liechtenstein gewählt. Bei den folgenden Wahlen 2005, 2009, 2013, 2017 und 2021 konnte er jeweils sein Mandat verteidigen und wurde wiedergewählt. Bei den Wahlen 2025 trat er nicht mehr an. Lampert war ab 2009 Mitglied der Finanzkommission, ab 2021 hatte er den Vorsitz inne.
Lampert lebt in Triesenberg. Er ist verheiratet und Vater zweier Töchter.